# Goyenia lucrosa
Goyenia lucrosa là một loài nhện trong họ Desidae.
Loài này thuộc chi Goyenia. Goyenia lucrosa được miêu tả năm 1970 bởi Raymond Robert Forster.